# Rampur Maniharan
Rampur Maniharan é uma cidade e uma nagar panchayat no distrito de Saharanpur, no estado indiano de Uttar Pradesh.

## Demografia
Segundo o censo de 2001, Rampur Maniharan tinha uma população de 24,811 habitantes. Os indivíduos do sexo masculino constituem 53% da população e os do sexo feminino 47%. Rampur Maniharan tem uma taxa de literacia de 56%, inferior à média nacional de 59.5%: a literacia no sexo masculino é de 64% e no sexo feminino é de 47%. Em Rampur Maniharan, 17% da população está abaixo dos 6 anos de idade.